# Microcaecilia grandis
Microcaecilia grandis é uma espécie de anfíbio da família Siphonopidae. Endêmica do Suriname, onde pode ser encontrada nas montanhas Lely.